# Middelklasse
 Der er for få eller ingen kildehenvisninger i denne artikel, hvilket er et problem. Du kan hjælpe ved at angive troværdige kilder til de påstande, som fremføres i artiklen.

Middelklasse er en betegnelse for det sociale lag i et samfund, som hverken tilhører borgerskabet eller arbejderklassen, og som dermed er i midten af samfundets socioøkonomiske hierarki. Medlemmer af middelklassen er således karakteriseret ved at have en vis økonomisk uafhængighed, men besidder ingen større social magt. Middelklassen er den suverænt største gruppe i Vesten, men er trods dens størrelse karakteriseret ved ikke at have nogle særlige interessefællesskaber. Afgrænsningen til især arbejderklassen er relativt flydende i Danmark, bl.a. grundet det høje lønniveau.
Middelklassen har sine rødder i købstædernes mindre selvstændige erhvervsdrivende inden for handel, landbrug og håndværk – også kaldet småborgerskabet. Op gennem 1700- og 1800-tallet voksede middelklassen sig gradvist større, og i løbet af 1900-tallet var den materielle velstand blevet så høj, at langt størstedelen af befolkningen i de vestlige lande betegnedes som tilhørende middelklassen. Efterhånden har middelklassen udviklet sig til primært at omfatte funktionærer og dermed ansatte i den tertiære sektor. Nyere marxistisk teori opererer med en arbejderklasse, der indbefatter de funktionærer, som har et rutinepræget arbejde, mens de højtuddannede funktionærer og selvstændige i liberale erhverv tilhører middelklassen. Den klassiske marxisme taler i stedet om en privilegeret arbejderklasse, mens man indenfor sociologien ofte anvender betegnelsen middelklasse. Her tilskrives klasseopdelingen af et samfund i høj grad den franske kultursociolog Pierre Bourdieu (1930-2002).

## Talmæssig opgørelse af middelklassen i Danmark
I debatbogen Det danske klassesamfund - Et socialt Danmarksportræt fra 2012 opererer forfatterne med fem overordnede grupperinger: Overklasse, højere middelklasse, middelklasse, arbejderklasse og underklasse. De definerer højere middelklasse som selvstændige, topledere og personer med videregående uddannelse der tjener mellem to og tre gange så meget som den typiske danske indkomst; dertil personer med en akademisk uddannelse, uanset deres indkomst (i det omfang de ikke indgår i overklassen). Middelklassen defineres som selvstændige, topledere og personer med kort eller mellemlang videregående uddannelse, der tjener mindre end dobbelt så meget som den typiske danske indkomst. I 2012 udgjorde den højere middelklasse med denne definition 9 % af de 18-59-årige (fraregnet studerende). Middelklassen udgjorde 24 % af samme gruppe.